# Alexie al V-lea Ducas
Alexios al V-lea Ducas, supranumit Murtzuphlos, „Sprâncene groase”, (greacă Ἀλέξιος Δούκας Μούρτζουφλος, n. 1140, Constantinopol, Turcia – d. decembrie 1204, Constantinopol, Imperiul Latin de Constantinopol) a fost un împărat bizantin (5 februarie – 12 aprilie 1204) în timpul celui de-al doilea atac și cel final asupra Constantinopolului de către participanții Cruciadei a patra. Era membru al familiei imperiale Ducas.
După detronarea celor doi Anghelos, în jurul tronului, rămas vacant, s-au încins spiritele. La 28 ianuarie, o parte din locuitorii Constantinopolului l-au proclamat împărat pe oșteanul de viță nobilă, Nikolae Kanabos. Nobilimea nu l-a recunoscut ca suveran și, a doua zi, l-a propus  drept contracandidat pe protovestiarul Alexios Ducas, supranumit Murtzuphlos, încruntatul, datorită sprâncenelor sale dese, îmbinate. Alexios i-a oferit lui Kanabos titlul de proedru al senatului, acesta a acceptat, însă, în timpul tratativelor, ostașii lui Ducas l-au înșfăcat și nu s-a mai știut nimic despre Kanabos. La începutul lui februarie, Murtzupflos a devenit autocratorul romeilor.
Alexios V era un om ferm, crud și viclean, adversar convins al latinilor. El a refuzat să le plătească cruciaților orice fel de recompense în conformitate cu obligațiile luate de Angelos și a început să întărească orașul, pregătindu-se de război. Adunând mijloace pentru acest scop, el i-a supus plății impozitelor pe toți, inclusiv persoanele cu cele mai înalte titluri, cezari și sebastocratori, fără a-și menaja nici chiar rudele sale. În curând, socotind că are destule forțe pentru a se opune cavalerilor, basileul le-a propus cruciaților să se care acasă. Primind un refuz, împăratul a organizat un atac asupra detașamentelor lui Henric de Flandra, care colectau în Tracia provizii pentru oștirea catolică, însă furajorii lui Henric au zdrobit cu desăvârșire oastea lui Murtzuphlos, grecii și mercenarii au fugit, lăsând, în pripă, dușmanilor palladiul Bizanțului steagul străvechi cu imaginea Maicii Domnului. A început un război deschis. În martie, căpeteniile cruciate au luat decizia să ia cu asalt Constantinopolul. Catolicii și-au împărțit dinainte pământurile și capitala Bizanțului conform unui act solemn (Partitio Romaniae din 13 aprilie - 9 mai 1204): trei optimi trebuiau să revină venețienilor, două optimi-viitorului rege, iar restul –oștirii cruciaților. Conform clauzelor tratatului, se reunea un colegiu de 12 electori (6 franci și 6 venețieni).
Drept pretext formal pentru intervenție le-a servit cavalerilor uciderea lui Alexios IV (după criteriile occidentale, omorându-se suzeranul, Alexios Murtzupflos s-a pus pe sine în afara legii). Canoanele conciliului de la Narbona (1054), potrivit cărora agresiunea împotriva Constantinopolului creștin era considerată drept un păcat grav, n-au constituit un obstacol.
Romeii au mai încercat o dată să incendieze flota latină cu ajutorul vaselor incendiare, însă, iarăși, fără succes. A început luna aprilie. De pe zidurile orașului se vedeau bine pregătirile pentru asalt din tabăra cruciaților. 
Faptul că oștirea europeană de 20 000 de oameni s-a decis să asalteze un oraș excelent fortificat, cu o populație uriașă (în capitală se aflau nu mai puțin de câteva zeci de mii de bărbați apți să poarte arme, fără a-i socoti pe mercernari) era o dovadă fie a nebuniei căpeteniilor cruciadei, fie, dimpotrivă, a unui calcul exact. Mai mult ca sigur, au contribuit ambele împrejurări, atât curajul nesocotit al cavalerilor, cât și justa apreciere de către ei a situației politice din Imperiu și din capitala lui. Dogele de 94 de ani, Enrico Dandolo, principalul sfetnic al lui Bonifaciu de Montferat și cel mai activ adept al măsurilor radicale față de principalul concurent pe plan comercial al Republicii Veneția, cum era Bizanțul pe atunci, își dădea seama că sentimentele patriotice ale romeilor istoviți de criză slăbiseră considerabil și că era puțin probabil ca aceștia să se ridice în apărarea sloganurilor învechite, de care se agăța cu îndârjire Imperiul, măreț odinioară. Basileul Murtzuphlos putea conta doar pe fortificații și pe mercenari. În ceea ce le privește pe primele, cavalerii, în ciuda lipsei lor de cultură, erau buni luptători și zidurile nu prezentau un obstacol  de netrecut pentru ei, iar, pentru mercenari, împăratul grecilor nu avea bani, așadar, nici sub acest aspect. Dandolo nu se aștepta la o rezistență activă. Așa s-a și întâmplat.
La 9 aprilie 1204, în sunet de trâmbițe șă bătăi de tobe, flota cavalerilor, cu drapele fâlfâind în bătaia vântului, a pornit la asalt asupra Zidurilor Maritime. Asediații (puținii voluntari și garda imperială de elită) au respins primele atacuri cu ajutorul artileriei și al focului grecesc, acestea însă au fost ultimele lor succese. În ziua de 12 aprilie, asaltul a continuat. Prin norii de fum, care învăluiseră Cornul de Aur, sub ploaia de săgeți, lansate din arcuri și de scorpionii de pe metereze, corăbiile s-au avântat înainte. Vântul le-a aruncat pe două dintre ele (Pelerinul și Paradisul, sub comanda episcopilor de Troyes și de Soissons) spre unul dintre turnurile zidului, în apropiere de biserica Sf. Petru. Soldații lui Murtzuphlos n-au fost în stare să le țină pipt latinilor ferecați în oțel și au abandonat turnul. În curând a mai căzut un turn, iar, spre seară, un detașament de franci pedeștri a spart porțile în sectorul de nord est al orașului și pe străzi au apărut cavalerii călări.
Întăriturile capitalei se predau catolicilor una după alta. Garda lui Alexios V era rânduită în ordine de bătaie în centrul orașului și cerea bani de la basileu. Bani însă nu erau, iar Murtzuphlos n-a izbutit să-i înduplece pe mercenari să lupte fără plată. Orașul, care rezistase aproape nouă sute de ani în fața invaziilor barbarilor de tot soiul, se închina sabiei latine. Cruciații au dat foc orașului. Pentru a treia oară în acest an a izbucnit un incendiu puternic. Disperat, Alexios V a părăsit seara capitala. 
În învălmășeala nocturnă, nobilimea a oferit tronul fie lui Constantin, fie lui Theodor Lakaris. Însă coroana a fost cerută și de Theodor Ducas, o rudă a fugarului Murtzuphlos. Din cauza unor dispute lipsite de sens a fost pierdut timpul prețios. Marți, 13 aprilie, în zori, garda de mercenari, neprimindu-și aurul, s-a predat. Imperiul bizantin a fost distrus de coreligionari în al opt sute nouălea an al existenței sale, cu pierderi derizorii din partea cotropitorilor.
Trei zile a durat jefuirea orașului. Chiar și după incendiile care mistuiseră două treimi din Constantinopol, pradă era din belșug. Cavalerii luau totul, fără a cruța nici măcar sanctuarele creștine. Ei au adus în catedrala Sfânta Sofia catâri, ca să-i încarce cu comori, și dobitoacele murdăreau străvechiul mozaic al pardoselii cu excrementele lor; ornamentele prețioase ale bisericii, candelabrele și vasele din aur și din argint erau sfărâmate cu săbiile, ca să fie vândute apoi la prețuri de nimic negustorilor.
Pe barbarii occidentali nu-i interesau cărțile și comori de neprețuit ale gândirii umane piereau în flăcări sau în noroiul străzilor. Ceea ce fusese adunat de secole prin talentul, arta și truda bizantinilor a dispărut în trei zile...
Jafului general i-a pus capăt numai o eclipsă de lună, pe care cavalerii, superstițioși, au luat-o drept un semn divin. Toate lucrurile prețioase au fost adunate într-un loc sigur și împărțite. Venețienii au primit trei sferturi (în contul datoriei lui Alexios IV), restul a fost împărțit între participanții la expediție. Mulți locuitori, izgoniți din casele lor, au părăsit orașul pentru totdeauna. 
Cucerirea orașului trebuia să aducă de la sine și un nou conducător ales de cavalerii cruciați. Toul părea să anunțe alegerea marchizului Bonifaciu de Montferrat-rolul său anterior de conducător de cruciadă, capacitățile personale, legăturile sale bizantine, dar dogele Enrico Dandolo prefera o figură mai puțin marcantă, iar coeziunea grupului venețian în fața diviziunilor grupului franc îi permitea să impună alegerea Contelui Balduin de Flandra. După lungi dispute, pe tronul Imperiului bizantin a urcat Balduin, conte de Hainaut și de Flandra (16 mai 1204) care era incoronat în basilica Sfânta Sofia ca împărat latin al Constantinopolului.
Ca împărat al imperiului latin, Baldouin trebuia să primească un sfert din întreg teritoriul imperiului; din celălalte trei sferturi, jumătate reveneau venețienilor și restul era reapartizat între cavalerii cu titlu de feudă imperială. Se atribuia lui Baudouin, Tracia și partea nord vestică a Asiei Mici, teritoriul său întinzându-se de o parte și de cealaltă a Bosforului și a Hellespontului. Împăratul avea dreptul la numeroase insule din Marea Egee, între altele Lesbos, Chios și Samos. Bonifaciu de Montferat, care trebuia să se mulțumească cu regiunea Asiei Mici, prefra o posesiune în partea europeană. După rivalități și lupte, el punea stăpânire pe Thessalonic și-și forma un regat latin de Thessalonic (septembrie 1204), care cuprindea regiunile Macedoniei și ale Thessaliei adiacente Thessalonicului
Dar cel mai mare profit al acțiunii îl aveau venețienii, iar Veneția își întemeia noua sa putere pe anexarea porturilor și insulelor cele mai importante. Republica maritimă renunța să exercite o suveranitate directă asupra teritoriilor care îi reveneau, Epirul, Acarnania, Etolia și Peloponezul, mulțumindu-se să ia în posesie Dyrrachion și Raguza, pe coasta adriatică și orașele portuare Koron și Modon în Peloponez. Venețiene erau și insulele Ionice, Creta, cea mai mare parte a insulelor din Arhipelag cu Eubeea, Andros și Naxos, cele mai importante orașe portuare din Hellespont și din Marea Marmara: Gallipoli, Rhaedestos și Heracleea, ca și Adrianopolul în interiorul Traciei imperiale. Din Constantinopol, Veneția avea trei optimi, celelate cinci optimi rămânând în posesia împăratului. Dogele se numea Stăpân al unui sfert din Imperiul roman, și atunci când prinții franci trebuiau să prersteze omagiul împăratului de la Constantinopol, Dandolo era scutit de acest jurământ, conform dispozițiilor tratatului. Un imperiu colonial venețian era astfel creat în Orient. Venețienii comandau întreaga rută maritimă a Veneției la Constantinopol, controlau accesul spre Constantinopol, dispunând de trei optimi din oraș, cu Sfânta Sofia.
După un ordin tipic feudal, imperiul latin se fragmenta într-un număr de principate mai mult sau mai puțin întinse. Un sistem de feude complicat și foarte diferențiat se ivea din ruinele Imperiului bizantin.
În Grecia centrală și meridională se constituiau importante principate care erau în relații cu imperiul lui Baudouin, căci seniorii lor nu erau imediat responsabili în fața împăratului, ci în fața regelui din Thessalonic. Din Thessalonic, Bonifaciu de Montferrat ataca Atena, pretinzând Attica și Beoția. Peloponezul era plasat (grație ajutorului regelui Bonifaciu) sub influența lui Guillaume de Chaplitte și Godefroy de Villehardouin; s-a creat principatul francez al Achaiei sau al Moreei, cel mai original dintre toate principatele care se constituiseră pe ruinele Imperiului bizantin, în întregime occidental prin genul de viață și structura feudală extrem de diferențiată. Era ca un fragment francez în teritoriul francez grec, care era condus de Guillaume de Champlitte, apoi de casa Villehardouin.
Dar primul patriarh latin al Constantinopolului era Thomas Morosini căci, dacă împăratul era ales în rangurile de cavalerie, tratatul din martie stipula că noul patriarh va fi ales din partea venețiană.
Ar fi o greșeală să credem că descrierile înfiorătoare ale jafurilor ar fi rodul fanteziei cronicarilor ortodocși înfuriați. Însuși Innocentius III, aflând amănuntele cuceririi capitalei grecești (bineînțeles, cel mai mult l-au alarmat sacrilegiile comise de cavaleri), i-a adresat lui Balduin o scrisoare plină de mânie: Voi, fără a avea nici un drept, nici autoritate asupra Greciei, v-ați abătut, în mod nesăbuit, de la intenția voastră curată, v-ați avântat nu să cuceriți Ierusalimul, ci să cuceriți Constantinopolul, preferând bunurile pământești celor cerești... Și nu v-a fost de ajuns să goliți până la fund visteria împăratului și să-i prădați pe toți, de la mic la mare, voi ați întins mâinile spre averea bisericilor și, ceea ce e și mai rău, spre sfințenia lor, smulgând plăcile de argint din altare, spărgând sacristiile, însușindu-vă icoane, cruci și relicve, pentru ca Biserica greacă să refuze să se întoarcă la tronul apostolic, văzând numai sălbăticii și fapte diavolești din partea latinilor, și să fie în drept să aibă, față de aceștia, o atitudine plină de dezgust, ca față de niște câini.
Cele mai sincere suferințe, cu ocazia căderii Constantinopolului, le-a încercat intelectualitatea grecească, pentru care acest eveniment echivala cu sfârșitul lumii. Țăranii din împrejurimile capitalei însă, cumpărând, la un preț de nimic, lucrurile orășenilor înfometați, care se smulseseră din iadul celor trei zile, ziceau cu bucurie răutăcioasă: Slavă Domnului, în sfârșit ne-am îmbogățit și noi!
Statuile antice de aramă, bronz și argint din Constantinopol au fost topite, pentru a se bate din ele monede. Numai cvadriga de bronz, ce împodobea Hippodromul (paternitatea acestuia i se atribuia lui Lysippos) a evitat această soartă și și-a găsit tihna, pentru totdeauna, pe acoperișul catedralei San Marco din Veneția. 
Împăratul Alexios V nu avea de gând să depună armele. În iarna 1204-1205, el s-a dus la ex-împăratul Alexios III și i-a propus o cooperare, sperând că doi exilați, unindu-și forțele, vor izbuti să-și recapete tronul. Angelos a acceptat și, la început, chiar i-a dat-o de soție pe fiica sa ucigașului nepotului său, apoi însă, pe semne, s-a răzgândit, l-a invitat pe Murtzuphlos la un ospăț și a poruncit să i se scoată acestuia ochii chiar la masă (Acropolites scrie că lucrul acesta s-a petrecut în baie).
Orbit, Alexios V a încercat să fugă în Asia Mică, a fost prins de cruciați și a fost condamnat la moarte și executat, pentru uciderea lui Alexios IV orbul  și a fost aruncat de pe vârful unei coloane înalte.